# Tőrös szöcske
A tőrös szöcske (Gampsocleis glabra) a fürgeszöcskék családjába tartozó, Eurázsiában honos szöcskefaj.

## Megjelenése
A tőrös szöcske testhossza a hímek esetében 22–27 mm, a nőstényeknél 20–26 mm, ehhez járul még a 18–23 mm-es tojócső. Nagy, vaskos testalkatú faj. Alapszíne zöldes, barnás vagy szürkés; testét és szárnyait szabálytalan sötét foltok tarkítják. A torpajzs oldallebenyének szegélyén vékony fehér csík látható, amit gyakran sötét alap hangsúlyoz. A potrohszelvények pereme világos, különösen a potroh oldalán. A hátsó lábak combjának külső oldalán szinte mindig fekete hosszanti csík fut. Homloka keskeny. Az első lábak töve közt két tüskeszerű nyúlvány található. A szárnyak hosszúak, túlnyúlnak a potrohvégen, de nem érik el a hátsó térdet. A hímek cerkusza (potrohfüggeléke) háromszögletű, a tövénél lefelé irányuló belső foggal rendelkezik. A nőstény tojócsöve hosszú (majdnem testhossznyi), kissé lefelé ível és a csúcsa ferdén levágott.
Éneke erős (30-50 méterre is elhallatszik), gyors, monoton cirpelés, melyet hosszan, akár percekig is, kitart (hasonlít a Roesel-rétiszöcske énekére). Csak napos időben, a déli órákban énekel.

### Hasonló fajok
A szemölcsevő szöcske, a Roesel-rétiszöcske, a púposhasú rétiszöcske és a szürke rétiszöcske hasonlít hozzá.

## Elterjedése
Eurázsiában honos, a Pireneusoktól egészen Mongóliáig. A délorosz sztyeppéken a leggyakoribb, Európában elterjedése fragmentált és lokális. Magyarországon főleg az Alföldön, ritkábban domb- és hegyvidéken (pl. Keleti-Bakony) található meg.

## Életmódja
Száraz, meleg rétek, legelők, zárt sziki gyepek, sztyeppjellegű társulások lakója. Nappal aktív. Általában a magasabb gyepszintben vagy kórókon tartózkodik, a hímek előszeretettel kapaszkodnak magasabb növényszárakra cirpelni. Mindenevő, növények leveleivel, virágaival, valamint kisebb rovarokkal, lárvákkal táplálkozik. Közepesen jól repül.
Kifejlett egyedeivel június közepétől október közepéig találkozhatunk. A nőstény a növényzettel (beleértve a mohatakarót) nem borított talajba rakja petéit. A lárvák a következő évben április közepén kelnek ki és hatszor vedlenek.
Magyarországon védett, természetvédelmi értéke 5000 Ft.

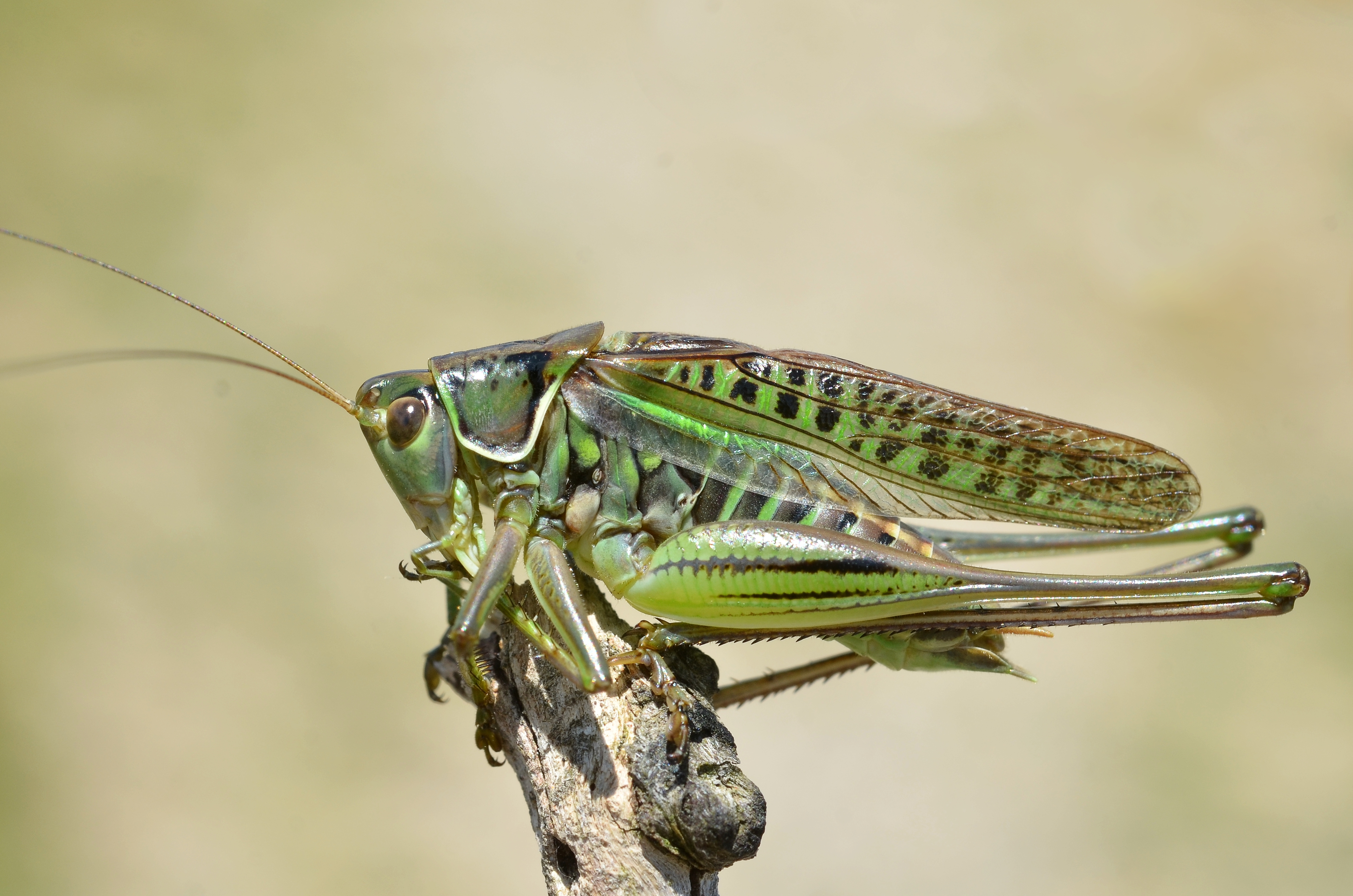
Hím
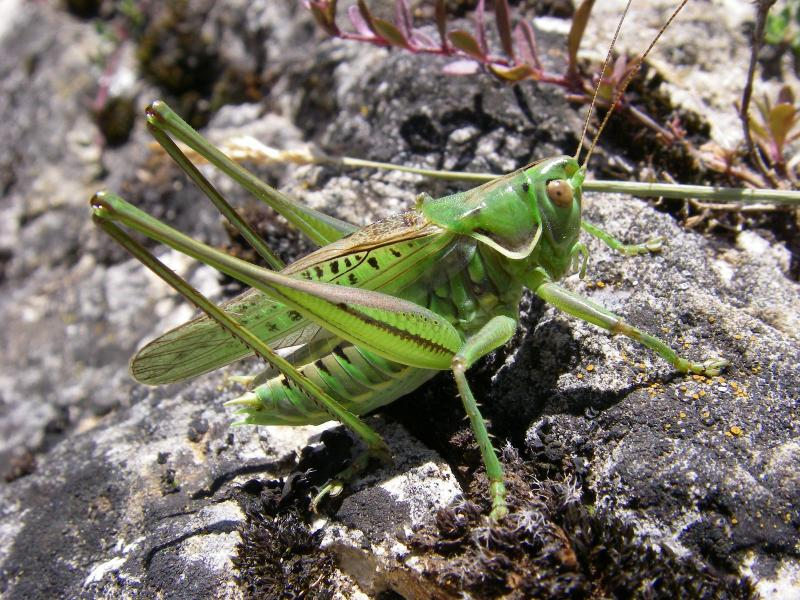
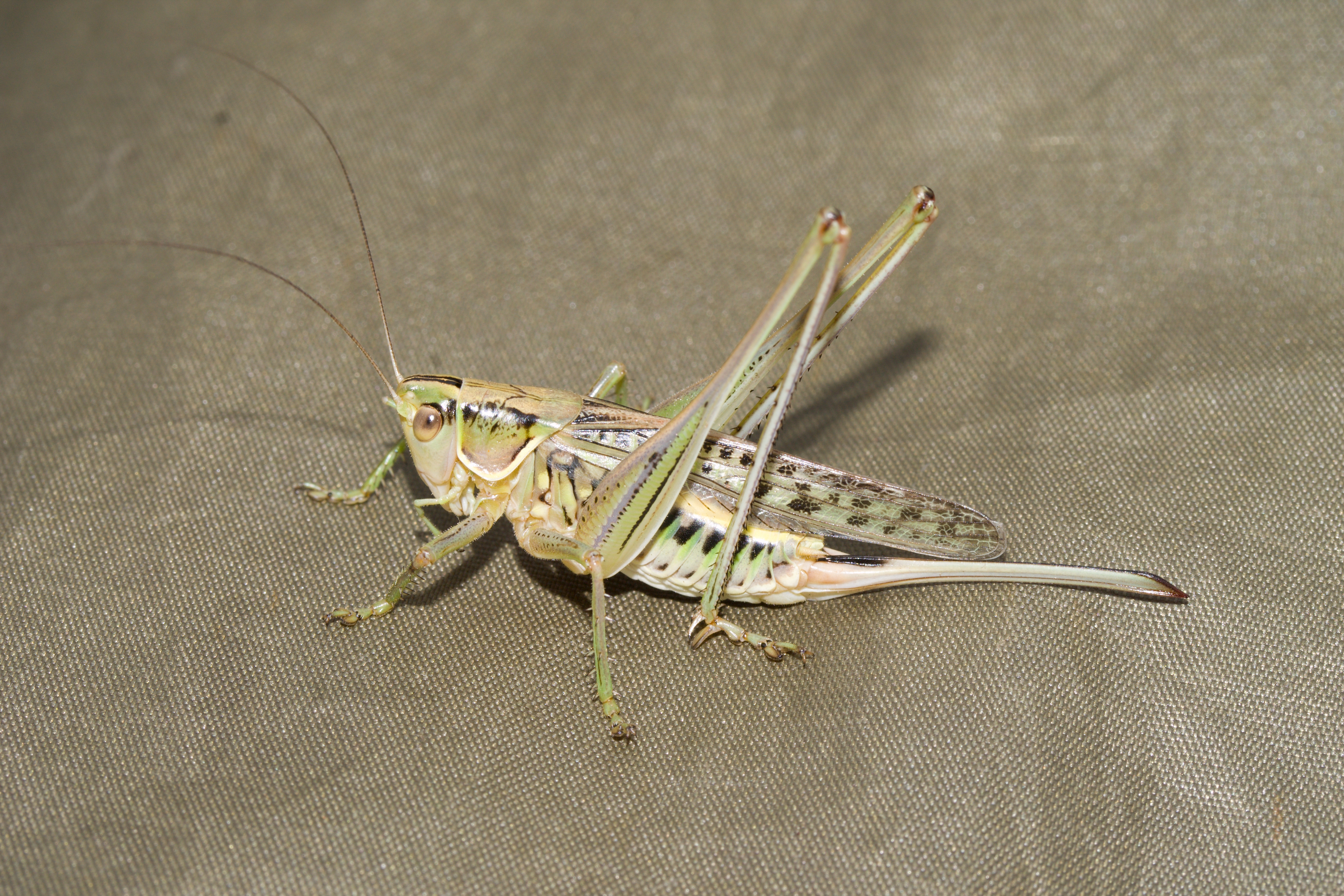
Nőstény
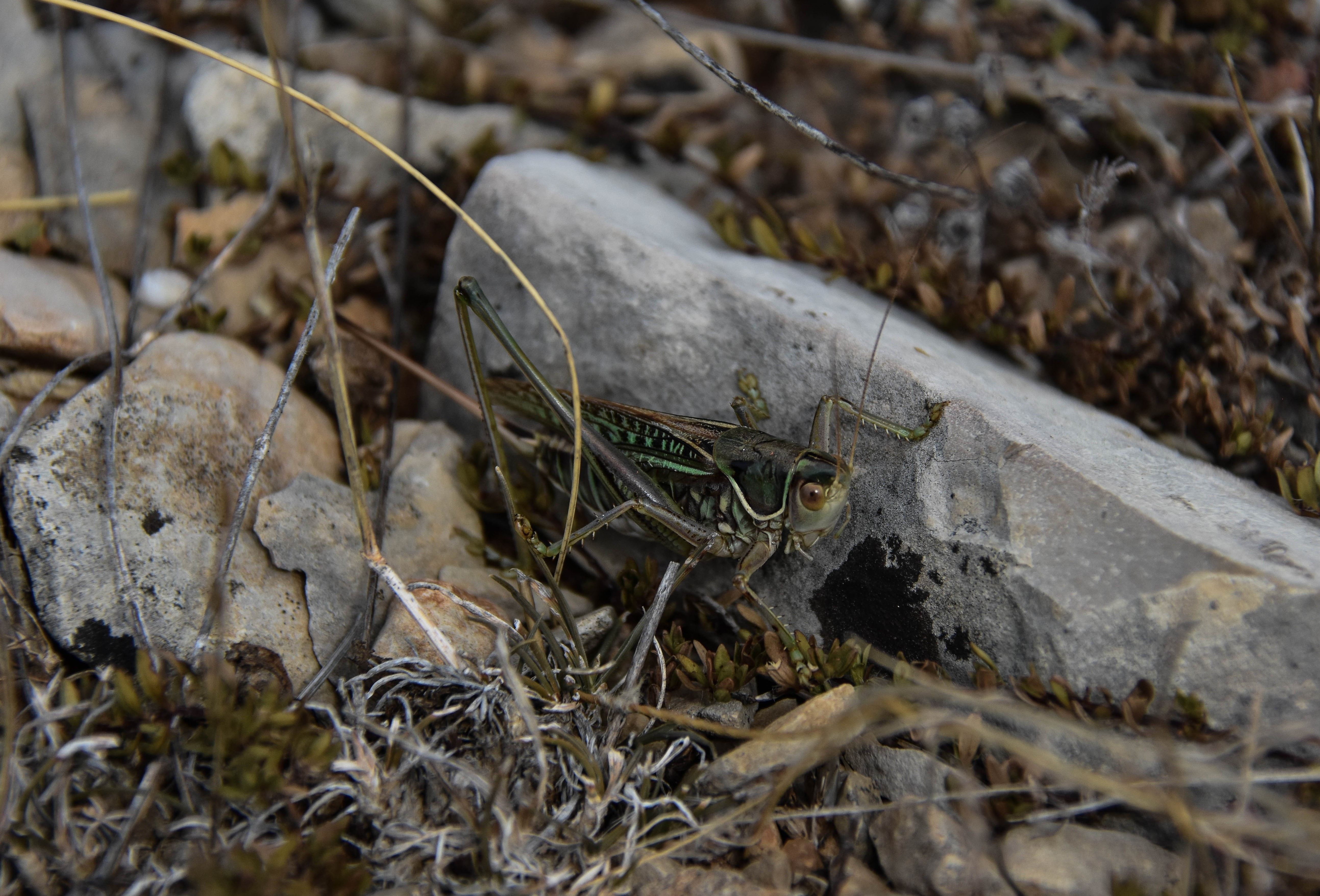
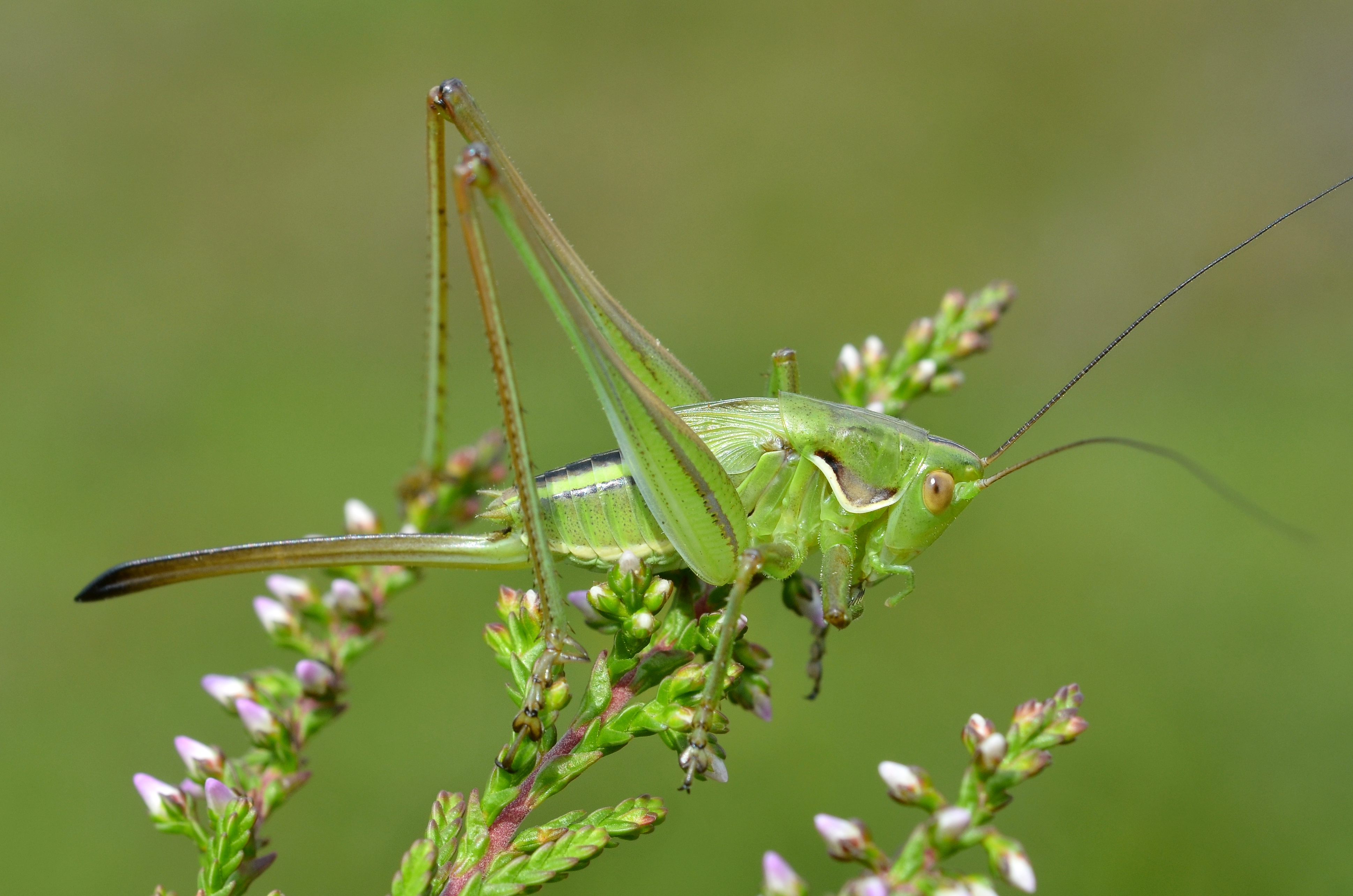
Utolsó stádiumú nőstény lárva